# Cal Domènec (la Pobla de Cérvoles)
Cal Domènec és una obra de la Pobla de Cérvoles (Garrigues) inclosa a l'Inventari del Patrimoni Arquitectònic de Catalunya. És una de les cases pairals més antigues de la població. A l'edifici annex d'aquesta casa s'instal·là el primer molí d'oli amb premsa hidràulica i força motriu de vapor.

## Descripció
És un habitatge de planta baixa i dos pisos amb totta la façana arrebossada. L'element més sobressortint és potser la porta amb grans dovelles de pedra vista que té un escut amb la data de 1586 a la central. Al primer pis hi ha dos balcons i una finestra, tant aquesta com el balcó més proper a la portada tenen a mode d'emmarcament motllures de gust renaixenista amb petits capitells. Al segon pis hi ha tres balcons. Just a sota de la teulada hi ha una sanefa amb rectangles que sobressurten fets d'arrebossat.